# Wilhelm Dopheide
Wilhelm Dopheide (* 27. Februar 1901 in Bünde; † 14. Oktober 1970) war ein deutscher Lungenfacharzt und während des Zweiten Weltkrieges Leiter der Abteilung Gesundheit im Distrikt Galizien des Generalgouvernements.

## Leben
Dopheide absolvierte nach dem Ende seiner Schullaufbahn ein Studium der Medizin und Promotion 1926 an der Universität Göttingen mit der Dissertation „Ein Fall von dorso lateraler Luxation im Lisfranc'schen Gelenk“ zum Dr. med. Er bildete sich zum Lungenfacharzt weiter und praktizierte bis November 1934 als niedergelassener Arzt in Schwaan.
Nach der „Machtergreifung“ durch die Nationalsozialisten trat er zum 1. Mai 1933 der NSDAP bei (Mitgliedsnummer 2.806.851). Des Weiteren war er SA-Sanitätsobertruppführer. Ab 1935 war er Kreisarzt und leitete als Amtsarzt das Gesundheitsamt in Hagenow und war örtlicher Kreisbeauftragter des Rassenpolitische Amt der NSDAP. Zudem war er TBC-Fürsorgearzt in Rostock. Aufgrund des ihm bis dahin unbekannten „jüdischen Bluteinschlags“ seiner Adoptivtochter konferierte er 1935 mit dem Obersten Parteigericht der NSDAP, um zu klären, ob er Mitglied in der Partei und in den NS-Organisationen bleiben könne.
Während des Zweiten Weltkrieges wurde er im Dezember 1940 zum Einsatz im deutsch besetzten Polen dienstverpflichtet und war zunächst im sogenannten Generalgouvernement Amtsarzt in Krakau. Nach dem Überfall auf die Sowjetunion wurde er im August 1941 Medizinaldezernent in Lemberg und leitete im Distrikt Galizien von November 1941 bis August 1944 die Abteilung Gesundheit im Distriktsamt. Im Zuge der NS-Euthanasie fragte er am 24. November 1941 bei Herbert Linden an, wie mit Patienten der Anstalt Lemberg-Kulparkov zu verfahren sei: „Darf ich sie bitten, mir kurz mitzuteilen, wie die Aktion von ihnen technisch durchgeführt würde“. Es seien „etwa um 1000 bis 1200 Geisteskranke, von denen 600 Juden sind“, von denen bis Juli 1942 1179 verhungerten.
Als er aus Lemberg ins Deutsche Reich zurückgekehrt war, übernahm er die stellvertretende Leitung des Gesundheitsamts in Parchim.
Nach Kriegsende befand sich Dopheide von 1945 bis 1947 in alliierter Internierung. Danach war er als Arzt bei den Bodelschwinghsche Anstalten beschäftigt. Anschließend leitete er das Gesundheitsamt in Hagen.